# Hwasong-7
El Hwasong-7  (Coreano: 화성 7호 (en hanja, 火星 7號); escrito, Hwaseong-7 en Corea del Sur), también conocido como Rodong-1 (Hangul: 로동 1호; Hanja: 蘆洞 1號) o Nodong-1 (Hangul: 노동 1호 ; Hanja:蘆洞 1號), es un misil balístico de medio alcance de propulsor líquido móvil de una sola etapa construido por Corea del Norte. Desarrollado a mediados de la década de 1980, es una adaptación ampliada del SS-1 soviético, más comúnmente conocido por su nombre de informe de la OTAN "Scud". Se estima que el inventario es de alrededor de 200 a 300 misiles. El Centro Nacional de Inteligencia Aérea y Espacial de la Fuerza Aérea de EE. UU. estima que en junio de 2017 se desplegaron operativamente menos de 100 lanzadores. 
Una variante de Rodong-1M se llama Hwasong-9.
Influyó en el diseño del misil Hatf-5/Ghauri-1 de Pakistán,  así como en el misil Shahab-3 iraní.

## Visión general

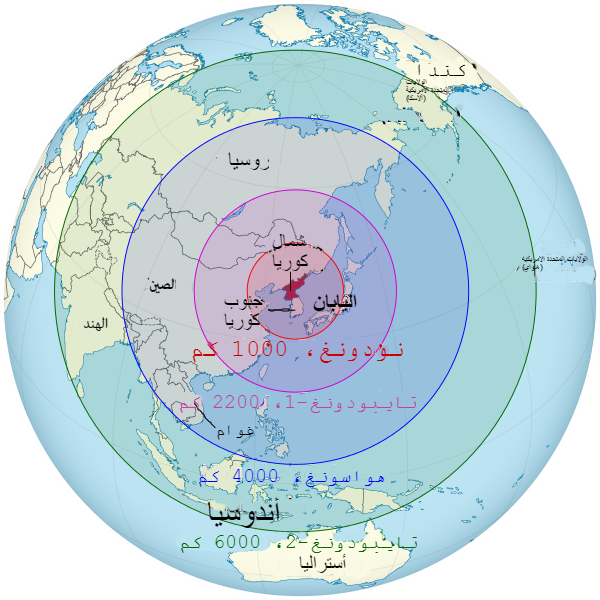
Alcance máximo estimado de algunos misiles norcoreanos

Hwasong (Hwaseong en Corea del Sur) es la palabra coreana para "estrella de fuego" y "Marte". 
Se cree que Corea del Norte obtuvo diseños Scud-B de Egipto, y posiblemente diseños Scud-C de China, lo que les permitió realizar ingeniería inversa en un arma más grande y de mayor rango. Los satélites de reconocimiento de Estados Unidos detectaron por primera vez este tipo de misil en mayo de 1990, en la instalación de lanzamiento de prueba de Musudan-ri, al noreste de Corea del Norte.
Se desconocen las capacidades y especificaciones precisas del misil; incluso el hecho de su producción y despliegue es controvertido. Es una variante más grande del Scud-B, ampliada para que su área de sección transversal sea aproximadamente el doble que la del Scud, con un diámetro de 1,25 metros (4,1 pies) y una longitud de 15,6 metros (51,2 pies). 
Su diseño aerodinámico es estable, lo que reduce la necesidad de sistemas modernos de estabilización activa mientras el misil vuela en la atmósfera inferior más densa. Solo se puede alimentar cuando está vertical, por lo tanto, no se puede alimentar antes del transporte como es normal para los misiles modernos. Su alcance se estima en 900 km (960 mi), con 1000 kg de carga útil en un rango de entre 1000 km hasta 1500 km. Corea del Norte disparó tres misiles Hwasong-7 consecutivamente el 5 de septiembre de 2016 y todos volaron alrededor de 1000 km, aterrizando en la Zona de Identificación de Defensa Aérea de Japón. 
Tiene un error circular probable (CEP) estimado de uno o dos km.  Se cree que Corea del Norte posee unos 300 misiles Hwasong-7 y menos de 50 lanzadores móviles. 
La tecnología del Hwasong-7 se ha exportado a países extranjeros (como Irán y Pakistán) en secreto sobre la base del intercambio mutuo de tecnologías, siendo Irán uno de los mayores beneficiarios de dicha tecnología. Irán probó y desplegó variantes exitosas después de desarrollar el Shahab-3, que se basa aproximadamente en el Hwasong-7.
Pakistán, sin embargo, sufrió fallos repetidos inicialmente debido a un diseño defectuoso dado a cambio, pero logró revaluar el diseño conceptual del misil y su sistema electrónico en 1998 mediante ingeniería inversa. El misil Ghauri-1 fue desarrollado más tarde (de forma independiente) por Kahuta Research Labs y finalmente ingresó al servicio militar activo en 2003. Se cree que es un modelo rediseñado por ingeniería inversa de Rodong-1.
Se lanzaron algunos misiles Hwasong-7 en la prueba de misiles de Corea del Norte de 2006, y dos más en una prueba de 2014 en un rango de 650 km.
Aunque tiene un rango estimado de 1000-1500 km (621,4-932,1 mi), los lanzamientos en marzo de 2014 volaron solo 650 km (403,9 mi). Su alcance se redujo al disparar a un ángulo de lanzamiento más alto. Los misiles volaron a una altitud de 160 km (100 mi) a Mach 7. Los interceptores Patriot PAC-2/3 de EE. UU. Y Corea del Sur están más especializados para atacar misiles tipo Scud de hasta 40 km de altura. 
El 5 de septiembre de 2016, Corea del Norte disparó tres misiles Rodong-1 consecutivos al Mar de Japón y en un rango de aproximadamente 1000 km.  Esto marcó al Rodong-1 como un misil creíble y maduro adecuado para el despliegue operativo desde su primer lanzamiento exitoso en 1993. El Consejo de Seguridad de las Naciones Unidas condenó los lanzamientos de misiles de Corea del Norte. 
Para permitir la interceptación en altitudes más altas, Corea del Sur está desarrollando de forma autóctona el misil tierra-aire de largo alcance (L-SAM), y el 8 de julio de 2016 Estados Unidos acordó desplegar un sistema de defensa antimisiles Terminal High Altitude Area Defense en el condado de Seongju, en el sur de Corea del Sur, a fines de 2017.